# Teodósio II. z Braganzy
Teodósio II. z Braganzy (28. dubna 1568, Alentejo – 29. listopadu 1630, Alentejo) byl portugalský šlechtic a otec portugalského krále Jana IV. Byl znám svou věrností králi Filipu I. ze španělské větve Habsburků.

## Život
Jako dítě byl Teodósio přiveden ke dvoru a stal se pážetem Sebastiána I. Portugalského. Král ho měl velmi rád a v roce 1578 trval na tom, že ho vezme s sebou do Afriky na výpravu proti marockému panovníkovi. Toto vojenské tažení bylo odsouzeno k zániku. Během nešťastné bitvy u Alcácer Quibir zůstal Teodósio po boku svého krále, dokud se situace nestala extrémně nebezpečnou. Poté král Sebastián nařídil sluhům, aby vzali desetileté dítě do bezpečí za liniemi. Chlapec byl nešťastný, že jej odvedli stranou a při první příležitosti utekl. Teodósio nasedl na koně a vydal se do přední linie bitvy, pronásledován velmi vyděšenými sluhy. Nakonec byl, stejně jako mnozí další, zraněn a zajat. Po návratu do Portugalska jeho otec Jan zešílel žalem a nabídl jmění za výkupné svého dědice. Požádal také španělského krále Filipa II., aby marockého panovníka požádal o ušetření života mladého Teodósia. Taková úzkost však nebyla potřeba. Marocký panovník, dojatý příběhem o jeho odvaze v bitvě, nechal dítě v srpnu 1579 bezpečně a bez výkupného odejít.
V Portugalsku byla mezitím neklidná situace. Po zmizení krále Sebastiána v bitvě se novým králem stal portugalský kardinál Jindřich, starý bezdětný muž. Teodósio byl synem infantky Kateřiny, ambiciózní ženy, která spolu se svým manželem vévodou z Braganzy aspirovala na trůn. Španělský král Filip II. však o portugalský trůn také usiloval a využil všech prostředků k tomu, aby mladého Teodósia (pravnuka krále Manuela I. a možnou hrozbu) udržel mimo zemi. Pouze když si bezpečně zajistil korunu, umožnil Filip II. Španělský (jako portugalský král Filip I.) návrat dítěte zpět.
Teodósio se stal vévodou v roce 1583 po smrti svého otce a vyrostl ve věrného služebníka panovníka španělsko-portugalské personální unie. Hájil Lisabon před útoky jiného kandidáta (Antonína I.) a po mnoho let odpovídal za bezpečnost království. Filip I. uznal tuto věrnost a udělil Braganzům více panství a titulů.
Vévoda Teodósio zemřel 29. listopadu 1630 v rodném Alenteju ve věku 62 let.

## Manželství a potomci
17. června 1603 se pětatřicetiletý vévoda oženil s Anou de Velasco y Girón. Měli spolu čtyři děti:
- 1. Jan IV. Portugalský (19. 3. 1604 Vila Viçosa – 6. 11. 1656 Lisabon), král portugalský a algarve od roku 1640 až do své smrti[1]
⚭ 1633 Luisa de Guzmán (13. 10. 1613 Sanlúcar de Barrameda – 27. 2. 1666 Lisabon)[2]
- 2. Eduard z Braganzy (30. 3. 1605 Vila Viçosa – 3. 9. 1649 Milán), svobodný a bezdětný[3]
- 3. Kateřina z Braganzy (6. 4. 1606 Vila Viçosa – 18. 1. 1610 tamtéž)[4]
- 4. Alexandr z Braganzy (16. 3. 1607 Vila Viçosa – 31. 5. 1637 tamtéž), svobodný a bezdětný[5]